# Leidrad
 Leidrad vagy Leidrade (latinul: Laidradus vagy Leidradus, vagy önéletrajza szerint Leidrat), (Nürnberg környéke, 743/745 körül – Soissons, Saint-Médard apátság, 821 körül). Lyon érseke 798/799 – 816 között, egyházi író. Utóda az érsekségben tanítványa, Agobard lett.

## Élete és működése
Arisztokrata családba született Nürnberg környékén. Freising püspöki iskolájában kapott nevelést. A 760-as évek végén 770-es 
évek elején itt lett diakónus. Valószínűleg 780 körül Nagy Károly az udvarába hívatta és az udvari akadémia (academia palatina) tagja lett 782 után. Az udvarban Alcuin tanítványa és talán Nagy Károly könyvtárosa volt. Egy, nem kellően alátámasztott hagyomány szerint Zürich káptalanjának volt 11 éven keresztül a vezetője.
797-798-ban királyi küldöttként (missus dominicus) Orléans-i Theodulffal
Septimániában, majd Hispániában járt, hogy felelősségre vonja az adopcionizmussal vádolt 
Félixet, az Urgelli egyházmegye püspökét. Ebben az eljárásban segítségére volt Anianei Szent Benedek és Nimfridus, Lagrasse apátja és Narbonne későbbi érseke. Leidrade sikerrel járt: Félixet Aachenbe küldte, hogy a király előtt tartott zsinaton mentse ki magát 799-ben, maga pedig ez idő alatt Urgellban igyekezett rendbehozni a püspök által elkövetett tévedéseket. Ebbéli tevékenysége során azonban nem sikerült az adopcionizmussal vádolt másik püspököt, Toledói Élipandot engedményekre bírnia, de Alkuin egy levelének tanúsága szerint sikerült Félix húszezer hívét visszatérítenie az ortodoxiához.
Időközben azonban, még 798-ban elhunyt Adon, Lyon érseke. Nagy Károly ekkor Leidrade-t nevezte ki Lyon érsekévé, ő azonban csak spanyol útjának végeztével tudta a hivatalát elfoglalni.Lyon érsekeként iskolákat alapított, melyek közül kiemelkedik az a bibliamagyarázó iskola, mely Órigenész szellemében nevelte a diákokat. Leidrade képromboló álláspontra helyezkedett és az egységes katolikus liturgia érdekében szembeszállt a helyi kultuszok terjedésével,  melyet Chrodegang egyik tanítványa favorizált.
Fordítói közösséget is létrehozott ennek érdekében, hogy az egyes közösségeket hiteles bibliai szövegekkel lássák el – ebben a közösségben kiemelkedő szerepet játszottak a mórok elől menekülő Hispanii. Hogy vidéken is ellenőrizni tudja a klérust, létrehozta a segédpüspöki hivatalt (chorepiscopus), hogy ezek képviseljék őt vidéken. Kiemelkedő figyelmet fordított az egyes egyházi ingatlanok állagának fenntartására, illetve az egyház ingóságainak megőrzésére.
811-ben Aachenben egyike volt annak a 30 tanúnak, akik jelen voltak Nagy Károly végrendeletének elkészítésekor.
813-ban, egészségének romlását látva, Leidrade Agobardot nevezte ki társpüspökké, majd lemondott minden hivataláról. 814-ben, Nagy Károly halála után visszavonult Saint-Médard kolostorába. Előtte azonban - szembehelyezkedve a kánoni választást előíró szabályokkal - saját maga nevezte ki Agobardot püspökké. Ez hosszasan elhúzódó válsághoz vezetett, mivel a többi klerikus és a nép egy része tiltakozott. A krízist végül a 816-os aacheni zsinaton oldották meg: Jámbor Lajos intencióinak megfelelően a megjelent klerikusok elfogadták Agobardot püspöknek.
816 vagy 817 decembere környékén halhatott meg, de egy levél még 821-ben is élőként szerepelteti.

## Fordítás
- Ez a szócikk részben vagy egészben  a   Leidrade című francia Wikipédia-szócikk ezen változatának fordításán alapul.  Az eredeti cikk szerkesztőit annak laptörténete sorolja fel. Ez a jelzés csupán a megfogalmazás eredetét és a szerzői jogokat jelzi, nem szolgál a cikkben szereplő információk forrásmegjelöléseként.

## Magyar források
- Angi János – Bárány Attila – Orosz István  – Papp Imre – Pósán László: Európa a korai középkorban. Multiplex Media – Debrecen University Press. Debrecen 1997. ISBN 9630491966
- Puskely Mária: Keresztény szerzetesség: Történelmi kalauz, I. kötet A–K. Budapest: Bencés Kiadó. 1995.  ISBN 963 7819 62 2
- Szántó Konrád: A katolikus egyház története, I. kötet. Ecclesia, Budapest, 1987, II. kiadás. Online elérés: https://drive.google.com/file/d/0B1LwOLCtABKLOUF3LVFvN2Z3dW8/view?usp=drive_web
- Török József: Egyetemes egyháztörténet. Szent István Társulat, 1999.